# Stampin’ Ground
Stampin’ Ground — британская грув-метал-группа из Челтнема, активная с 1995 по 2006 годы и вновь с 2014. Группа выступала на одной сцене с такими коллективами, как Anthrax, Chimaira, The Haunted, Agnostic Front, Sick of it All, Soulfly, Arch Enemy, а также выступала на главной сцене Download Festival в 2003 году.

## Участники
- Adam Frakes-Sime — вокал (1998—2006)
- Scott Atkins — гитара (1995—2006)
- Antony «Mobs» Mowbray — гитара (1995—2006)
- Ben Frost — бас гитара (2003—2006)
- Neil Hutton — барабаны (2002—2006)
- Ian Glasper — бас гитара (1995—2003)
- Adrian «Ade» Stokes — барабаны (1995—2002)
- Heath Crosby — вокал (1995—1997)

## Дискография
- Dawn Of Night 7 сингл (1996)
- Starved 7 сингл (1996)
- Stampin' Ground Mini-CD (1996)
- Demons Run Amok (1997)
- An Expression Of Repressed Violence (1998)
- The Darkside Versus the Eastside (Сплит Mini-CD с Knuckledust) (1999)
- Carved From Empty Words (2000)
- Trapped In The Teeth Of Demons live 10" (limited edition picture disc) (2003)
- A New Darkness Upon Us (2003)[1][2][3][4][5]